# Fargues-sur-Ourbise
Pour les articles homonymes, voir Fargues.
Fargues-sur-Ourbise est une commune du Sud-Ouest de la France, située dans le département de Lot-et-Garonne (région Nouvelle-Aquitaine).

## Géographie

### Localisation
Commune située au début des landes de Gascogne près du Queyran à la source de l'Ourbise.

### Communes limitrophes
Les communes limitrophes sont  Ambrus, Anzex, Boussès, Caubeyres, Durance, Houeillès, La Réunion, Pompiey et Pompogne.
| La Réunion         | Anzex               | Caubeyres |
| Pompogne           | Fargues-sur-Ourbise | Ambrus    |
| Houeillès, Boussès | Durance             | Pompiey   |

### Climat
Pour des articles plus généraux, voir Climat de la Nouvelle-Aquitaine et Climat de Lot-et-Garonne.
Historiquement, la commune est exposée à un climat océanique aquitain.  
En 2020, Météo-France publie une typologie des climats de la France métropolitaine dans laquelle la commune est dans une zone de transition entre le climat océanique et le climat océanique altéré et est dans la région climatique Aquitaine, Gascogne, caractérisée par une pluviométrie abondante au printemps, modérée en automne, un faible ensoleillement au printemps, un été chaud (19,5 °C), des vents faibles, des brouillards fréquents en automne et en hiver et des orages fréquents en été (15 à 20 jours).
Pour la période 1971-2000, la température annuelle moyenne est de 13,1 °C, avec une amplitude thermique annuelle de 14,7 °C. Le cumul annuel moyen de précipitations est de 838 mm, avec 11,2 jours de précipitations en janvier et 6,9 jours en juillet. Pour la période 1991-2020, la température moyenne annuelle observée sur la station météorologique la plus proche, située sur la commune de Saint-Martin-Curton à 15 km à vol d'oiseau, est de 13,7 °C et le cumul annuel moyen de précipitations est de 867,2 mm,. Pour l'avenir, les paramètres climatiques de la commune estimés pour 2050 selon différents scénarios d’émission de gaz à effet de serre sont consultables sur un site dédié publié par Météo-France en novembre 2022.

## Urbanisme

### Typologie
Au 1er janvier 2024, Fargues-sur-Ourbise est catégorisée commune rurale à habitat dispersé, selon la nouvelle grille communale de densité à sept niveaux définie par l'Insee en 2022.
Elle est située hors unité urbaine. Par ailleurs la commune fait partie de l'aire d'attraction de Casteljaloux, dont elle est une commune de la couronne,. Cette aire, qui regroupe 14 communes, est catégorisée dans les aires de moins de 50 000 habitants,.

### Occupation des sols

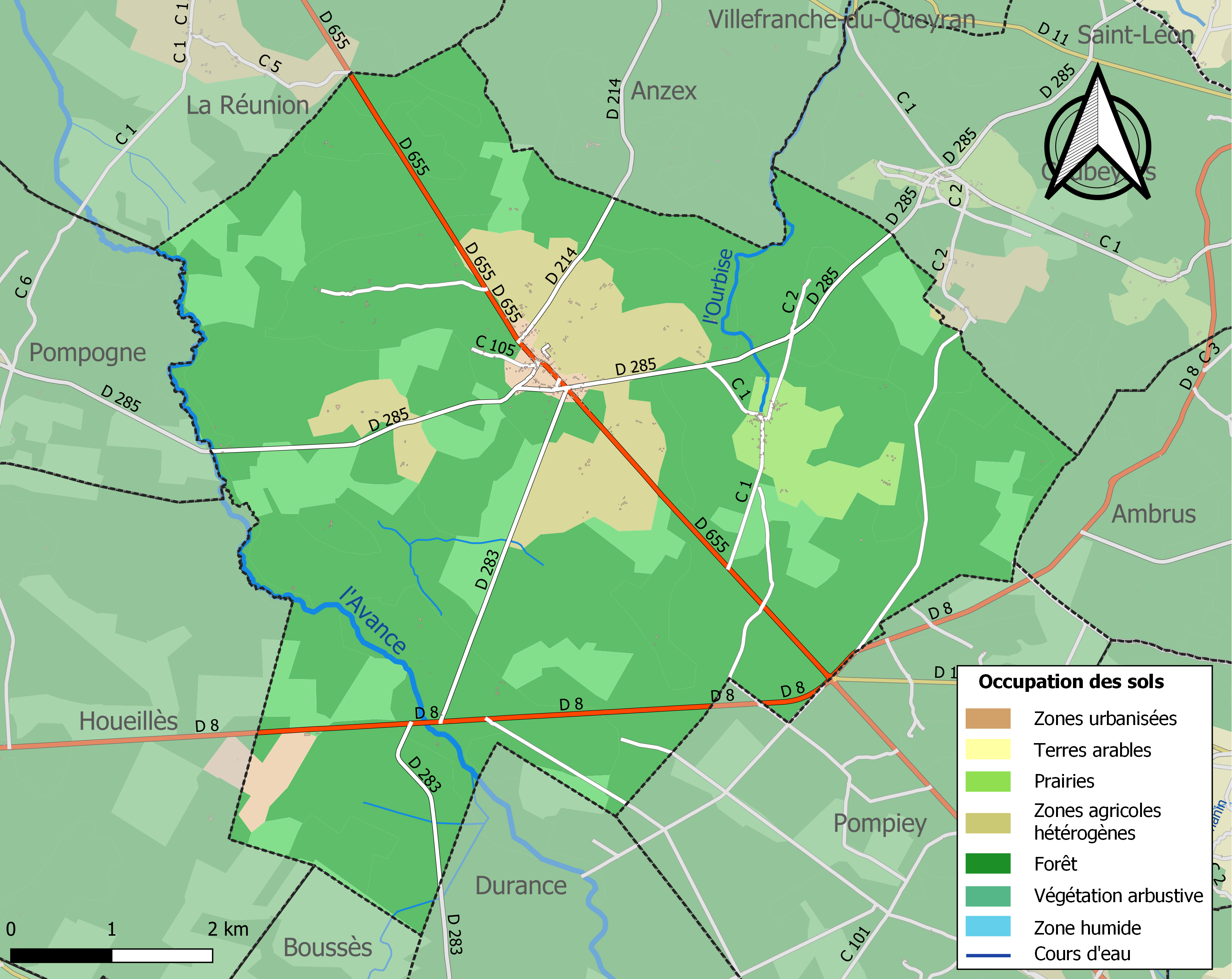
Carte des infrastructures et de l'occupation des sols de la commune en 2018 (CLC).

L'occupation des sols de la commune, telle qu'elle ressort de la base de données européenne d’occupation biophysique des sols Corine Land Cover (CLC), est marquée par l'importance des forêts et milieux semi-naturels (86,7 % en 2018), en diminution par rapport à 1990 (88,2 %). La répartition détaillée en 2018 est la suivante : 
forêts (73,4 %), milieux à végétation arbustive et/ou herbacée (13,3 %), zones agricoles hétérogènes (9,1 %), prairies (2,7 %), zones industrielles ou commerciales et réseaux de communication (0,8 %), zones urbanisées (0,7 %). L'évolution de l’occupation des sols de la commune et de ses infrastructures peut être observée sur les différentes représentations cartographiques du territoire : la carte de Cassini (XVIIIe siècle), la carte d'état-major (1820-1866) et les cartes ou photos aériennes de l'IGN pour la période actuelle (1950 à aujourd'hui).

### Risques majeurs
Le territoire de la commune de Fargues-sur-Ourbise est vulnérable à différents aléas naturels : météorologiques (tempête, orage, neige, grand froid, canicule ou sécheresse), inondations, feux de forêts, mouvements de terrains et séisme (sismicité très faible). Il est également exposé à un risque technologique, le transport de matières dangereuses. Un site publié par le BRGM permet d'évaluer simplement et rapidement les risques d'un bien localisé soit par son adresse soit par le numéro de sa parcelle.

#### Risques naturels
Certaines parties du territoire communal sont susceptibles d’être affectées par le risque d’inondation par une crue à  débordement lent de cours d'eau, notamment l'Ourbise et l'Avance. La commune a été reconnue en état de catastrophe naturelle au titre des dommages causés par les inondations et coulées de boue survenues en 1982, 1999 et 2009,.
Fargues-sur-Ourbise est exposée au risque de feu de forêt. Depuis le 20 avril 2016, les départements de la Gironde, des Landes et de Lot-et-Garonne disposent d’un règlement interdépartemental de protection de la forêt contre les incendies. Ce règlement vise à mieux prévenir les incendies de forêt, à faciliter les interventions des services et à limiter les conséquences, que ce soit par le débroussaillement, la limitation de l’apport du feu ou la réglementation des activités en forêt. Il définit en particulier cinq niveaux de vigilance croissants auxquels sont associés différentes mesures,.
Les mouvements de terrains susceptibles de se produire sur la commune sont des affaissements et effondrements liés aux cavités souterraines (hors mines). Afin de mieux appréhender le risque d’affaissement de terrain, un inventaire national permet de localiser les éventuelles cavités souterraines sur la commune.

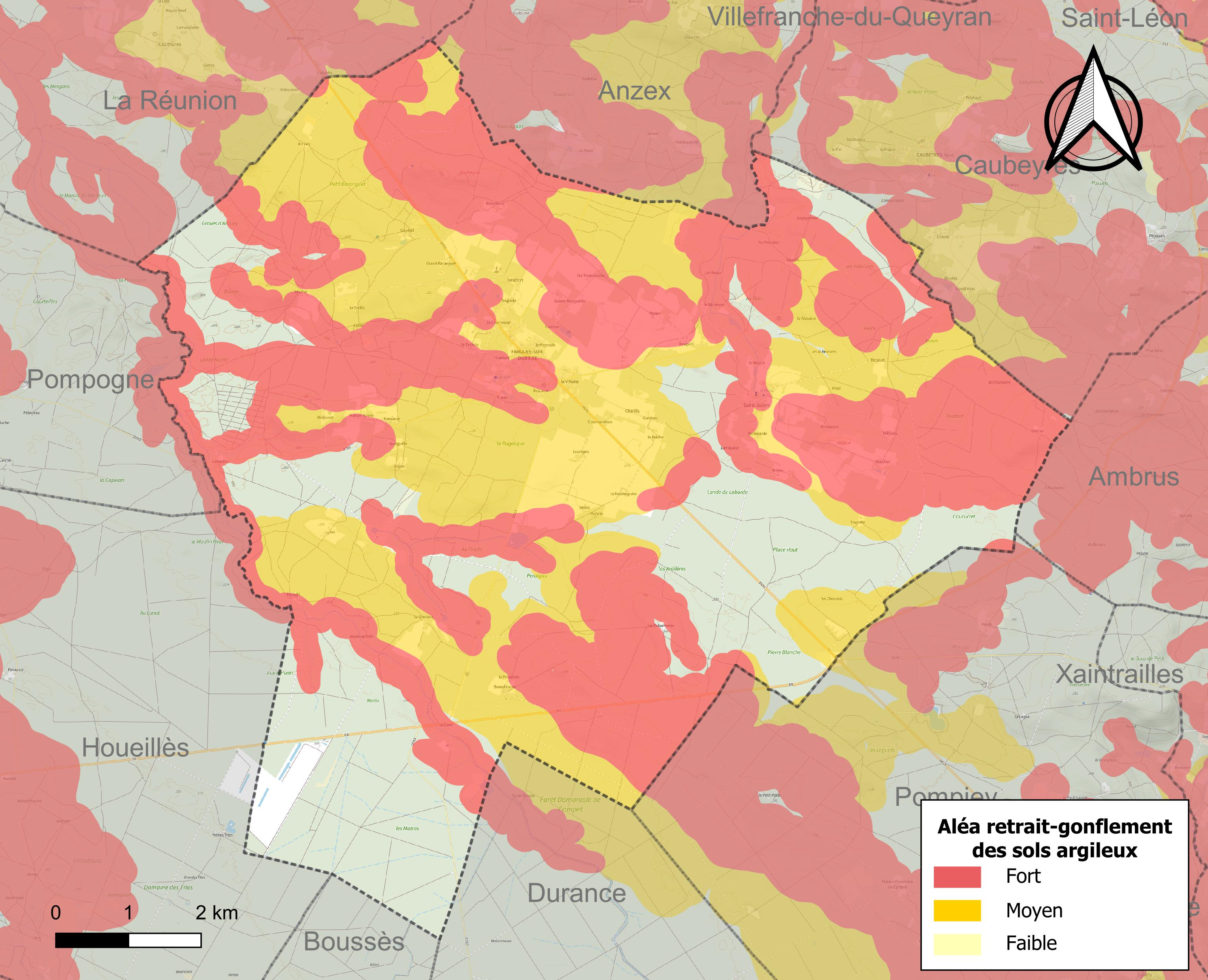
Carte des zones d'aléa retrait-gonflement des sols argileux de Fargues-sur-Ourbise.

Le retrait-gonflement des sols argileux est susceptible d'engendrer des dommages importants aux bâtiments en cas d’alternance de périodes de sécheresse et de pluie. 75,6 % de la superficie communale est en aléa moyen ou fort (91,8 % au niveau départemental et 48,5 % au niveau national). Depuis le 1er octobre 2020, en application de la loi ELAN, différentes contraintes s'imposent aux vendeurs, maîtres d'ouvrages ou constructeurs de biens situés dans une zone classée en aléa moyen ou fort,.
Concernant les mouvements de terrains, la commune a été reconnue en état de catastrophe naturelle au titre des dommages causés par des mouvements de terrain en 1999.

## Toponymie
Fargues : Du mot latin Făbrĭca, « atelier d'artisan », à l'origine de notre « fabrique », a principalement désigné une forge.
En gascon, ce mot latin a donné harga, qui a donné le nom de la commune Hargas, prononcé "Hargos" et écrit "Fargues".
Fargues-sur-Ourbise étant en Gascogne, la plupart des lieux-dits y sont explicables par le gascon, par exemple Bourdineau (déformation de Bordiu nau), Carréron, Laulède, As Grabots, las Paloumères, Larribeau, Lanne morte, Arquey, les Ardilères, Reiche, Lasgaroustes, la Téoulère, la Pességuère, Cescas, Bédouret, Baqué, As Prats secs...

## Héraldique
Le Blason de la commune a été créé en 2006 par Marie-Francine Barran-Douin, généalogiste.
| Blason de Fargues-sur-Ourbise | Blason  | Parti : au premier d'argent au pin terrassé de sinople, au cerf au naturel brochant sur le fût de l'arbre, au second de gueules aux trois asperges d'argent liées d'or en botte ; le tout sommé d'un chef d'or chargé d'une rivière d'azur ondée d'argent mouvant de la partition surmontée de deux enclumes de sable. |
| Blason de Fargues-sur-Ourbise | Détails | Créé en 2006. Le statut officiel du blason reste à déterminer. |

## Politique et administration

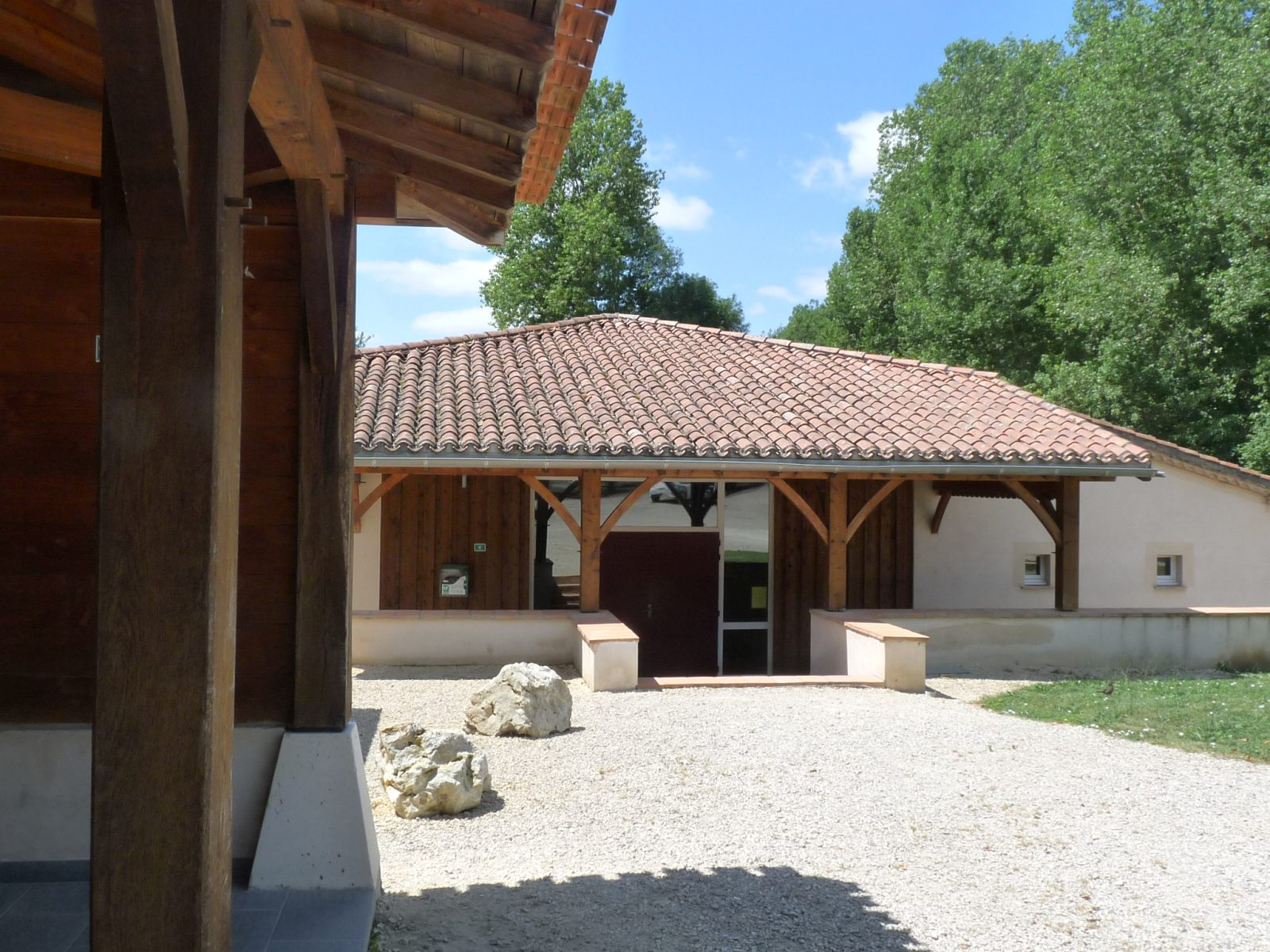
La salle des Fêtes

| Période                                  | Période   | Identité          | Étiquette     | Qualité          |
| ---------------------------------------- | --------- | ----------------- | ------------- | ---------------- |
| 1983                                     | mars 1989 | Yves Alary        |               |                  |
| mars 1989                                | juin 1995 | Jean Grenier      |               |                  |
| juin 1995                                | mars 2001 | Francis Tamisé    |               |                  |
| mars 2001                                | En cours  | Michel Ponthoreau | Apparenté PCF | Retraité EDF-GDF |
| Les données manquantes sont à compléter. |           |                   |               |                  |

## Démographie
L'évolution du nombre d'habitants est connue à travers les recensements de la population effectués dans la commune depuis 1793. Pour les communes de moins de 10 000 habitants, une enquête de recensement portant sur toute la population est réalisée tous les cinq ans, les populations de référence des années intermédiaires étant quant à elles estimées par interpolation ou extrapolation. Pour la commune, le premier recensement exhaustif entrant dans le cadre du nouveau dispositif a été réalisé en 2004.

En 2022, la commune comptait 341 habitants, en évolution de −0,58 % par rapport à 2016 (Lot-et-Garonne : −0,18 %, France hors Mayotte : +2,11 %).
| 1793 | 1800 | 1806 | 1821 | 1831 | 1836 | 1841 | 1846 | 1851 |
| ---- | ---- | ---- | ---- | ---- | ---- | ---- | ---- | ---- |
| 560  | 549  | 680  | 696  | 845  | 860  | 791  | 800  | 765  |

| 1856 | 1861 | 1866 | 1872 | 1876 | 1881 | 1886 | 1891 | 1896 |
| ---- | ---- | ---- | ---- | ---- | ---- | ---- | ---- | ---- |
| 825  | 745  | 729  | 755  | 761  | 711  | 765  | 735  | 734  |

| 1901 | 1906 | 1911 | 1921 | 1926 | 1931 | 1936 | 1946 | 1954 |
| ---- | ---- | ---- | ---- | ---- | ---- | ---- | ---- | ---- |
| 744  | 679  | 634  | 560  | 501  | 473  | 454  | 465  | 424  |

| 1962 | 1968 | 1975 | 1982 | 1990 | 1999 | 2004 | 2006 | 2009 |
| ---- | ---- | ---- | ---- | ---- | ---- | ---- | ---- | ---- |
| 354  | 347  | 436  | 403  | 283  | 287  | 356  | 358  | 366  |

| 2014 | 2019 | 2022 | - | - | - | - | - | - |
| ---- | ---- | ---- | - | - | - | - | - | - |
| 349  | 347  | 341  | - | - | - | - | - | - |

## Équipements, services et vie locale
La commune est dotée d'une très belle salle des fêtes avec un accès handicapé et un parking de grande taille ainsi qu'un point d'eau et des toilettes.
Le chanteur Gérard Blanchard s'est produit dans cette salle en 2016 ainsi que le Réunionnais Danyel Waro en 2018.
La commune a développé une Fête de l'asperge très réputée qui se tient le troisième dimanche d'avril. Elle est la "capitale de l'asperge" en Lot-et-Garonne.

## Lieux et monuments
- Église fortifiée Saint-Cyr.
- Église Saint-Julien de Saint-Julien.
- La Tour d'Avance : relais de chasse et de rendez-vous galants du roi Henri IV de France.
- Allées funéraires de Lumé et allée couverte de Cranté.
- Pierre de Lagageante : appelé aussi Menhir de Roudès, c'est un monolithe en calcaire (1 m de haut, 1,50 m de large et 0,70 m d'épaisseur) qui sert de borne à trois propriétés[29].

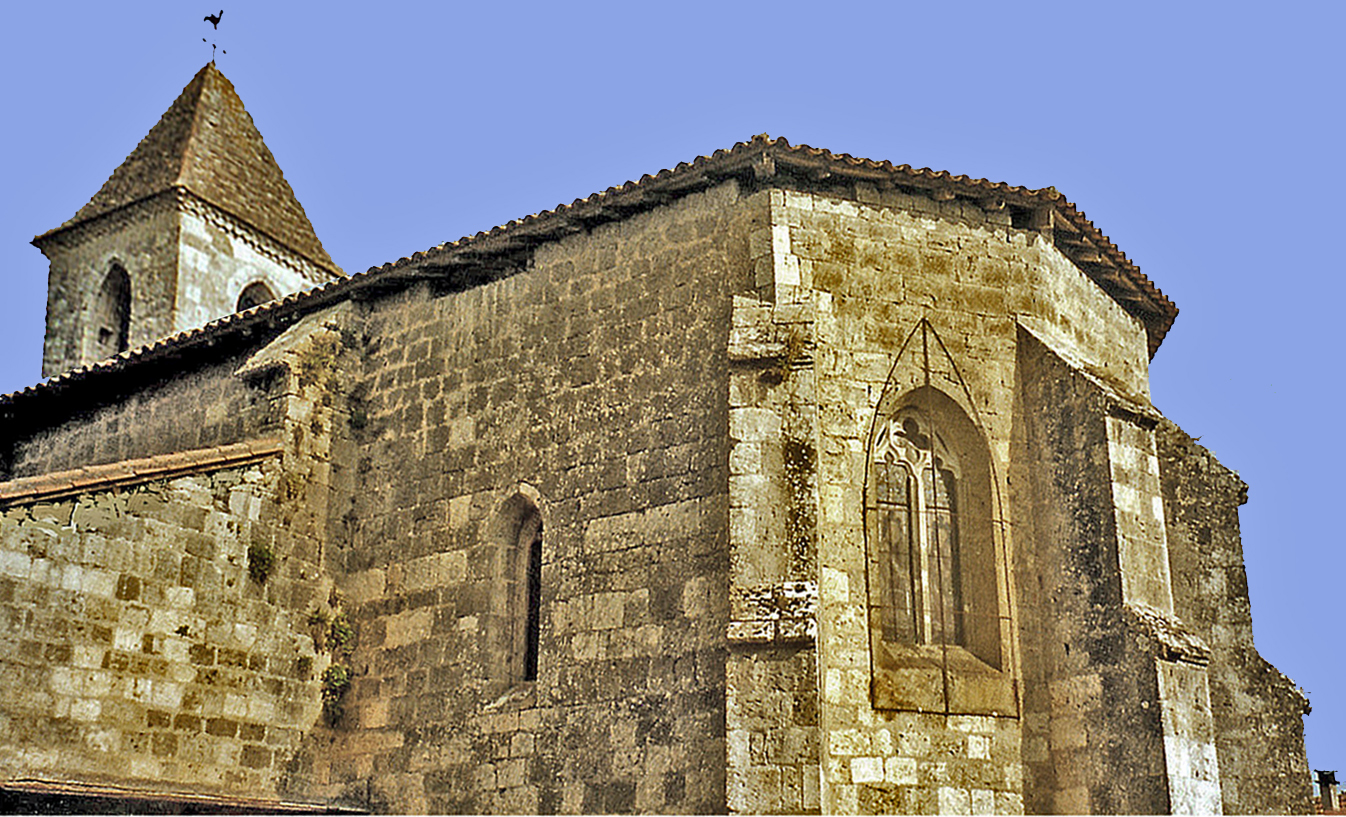
L'église Saint-Cyr
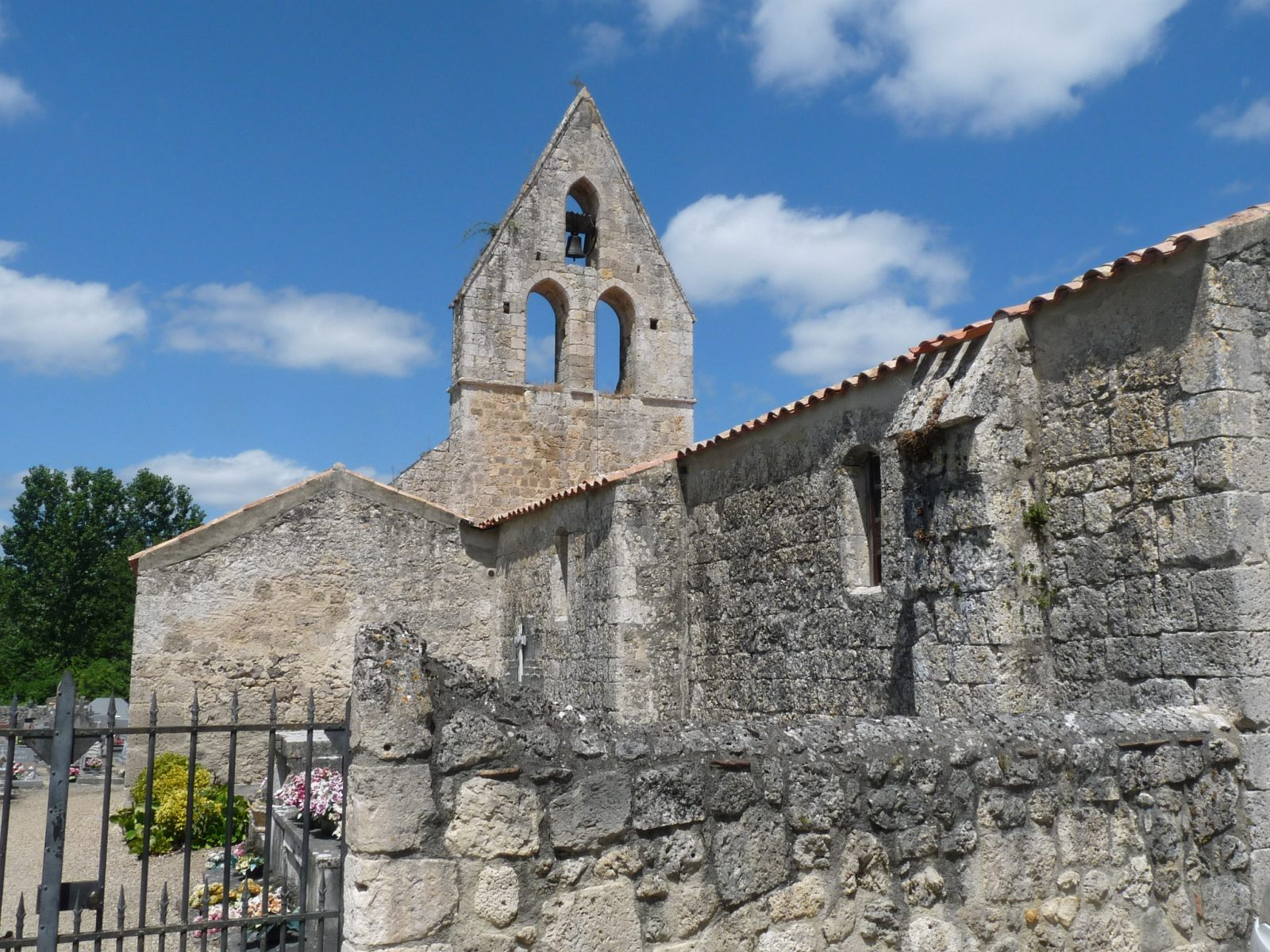
L'église de Saint-Julien
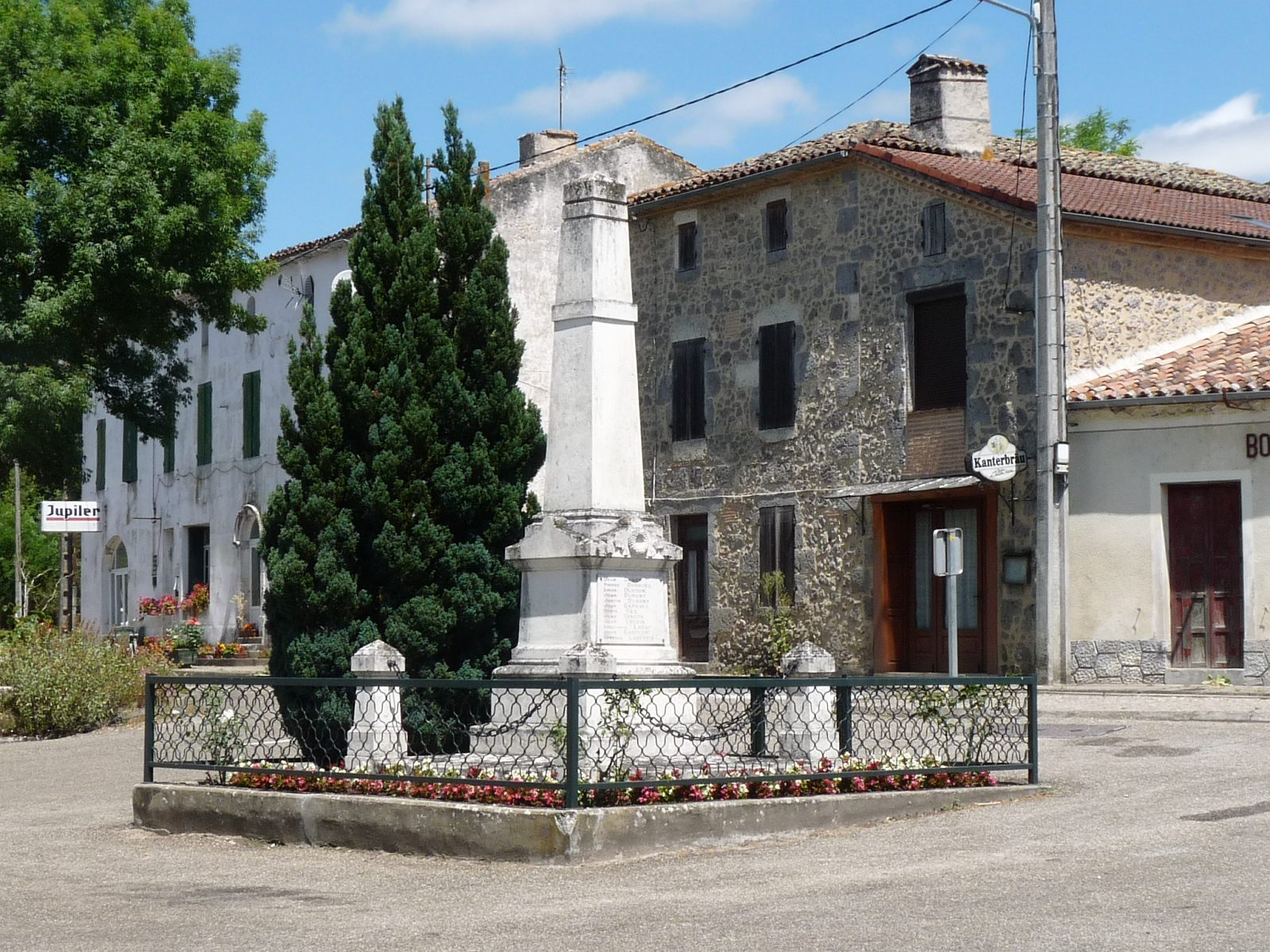
Le monument aux morts

### Communes limitrophes
- Liste des communes de Lot-et-Garonne
- Landes de Lot-et-Garonne